# Бареди
Бареди (словен. Baredi, итал. Barè) је насељено место у општини Изола, Обално-Крашка регија, Словенија.

## Историја
До територијалне реорганизације у Словенији био су у саставу старе општине Изола.

## Становништво
У попису становништва из 2011. године, Бареди је имао 145 становника.
| Број становника према пописима | Број становника према пописима | Број становника према пописима |
| ------------------------------ | ------------------------------ | ------------------------------ |
| 1991                           | 2002                           | 2011                           |
| 54                             | 88                             | 145                            |